# Exercício anaeróbio
O exercício anaeróbico é qualquer atividade física que trabalhe diversos grupos musculares durante um determinado e constante período de tempo, de forma contínua. O treino anaeróbico melhora significativamente o funcionamento do coração, pulmões e todo o sistema cardiovascular contribuindo para uma entrega de oxigênio mais rápida por todo o nosso corpo.
Durante períodos de tempo mais longos de exercício físico, o metabolismo anaeróbico provê a energia, o que é chamado de exercício anaeróbico.
Exemplos de exercícios anaeróbicos incluem musculação, sprints, saltos; qualquer exercício que consista movimentos rápidos de alta intensidade. Exercícios anaeróbios são geralmente usados por atletas para desenvolver força e bodybuilders para construir massa muscular. Músculos que são treinados sob condições anaeróbias desenvolvem melhor performance em atividades de curta duração e alta intensidade.
Exercícios aeróbicos, por outro lado, incluem atividade realizadas por longos períodos de tempo em menor intensidade. Exercícios como caminhar, correr, nadar e pedalar requerem grande quantidade de oxigênio para gerar energia por período prolongado de tempo.
Há dois tipos de sistema de geração de energia anaeróbica: o ATP-CrP, que tem a creatina fosfatada como principal fonte de energia, e o ácido lático (ou glicólise anaeróbia), que usa glicose na ausência de oxigênio. O segundo é um uso ineficiente da glicose e produz sub-produtos que, acredita-se, sejam prejudiciais ao funcionamento muscular.
O sistema de ácido lático é o dominante durante exercícios de intensidade alta a máxima, durante curto período de tempo (em torno de um minuto), mas ele também é responsável por uma parte da energia durante exercício aeróbio, uma vez que o organismo é capaz de livrar-se dos sub-produtos anaeróbios até um certo nível. A eficiência da remoção dos sub-produtos pelos músculos melhora através do treinamento.